# Llista d'episodis de Dr. Slump
|  | Aquest article tracta sobre els episodis de l'anime. Vegeu-ne altres significats a «Llista de capítols de Dr. Slump». |

Dr. Slump (Dr.スランプ, Dokutā Suranpu) és una sèrie d'anime basat en el manga del mateix nom creat pel dibuixant Akira Toriyama. Està formada per 243 episodis de 25 minuts de duració cadascun. Fou produïda per l'estudi d'animació Toei Animation i estrenada pel canal de televisió Fuji TV el 8 d'abril de 1981.
A Catalunya fou estrenada pel canal TV3 el 12 de gener de 1987. Fins a l'any 1991 es van doblar al català 243 episodis.

## Llista d'episodis
En aquesta pàgina es mostra l'ordre dels episodis segons la data d'emissió japonesa.
| JP | CT | Títol en català                              | Títol en japonès                   | Data d'estrena al Japó | Data d'estrena a Catalunya |
| -- | -- | -------------------------------------------- | ---------------------------------- | ---------------------- | -------------------------- |
| 1  | 1  | El naixement de l'Arale                      | アラレ誕生!                        | 8 d'abril de 1981      | 12 de gener de 1987        |
| 1  | 1  | Amigues?                                     | オーッス!お友だち                  | 8 d'abril de 1981      | 12 de gener de 1987        |
| 2  | 2  | Arale va a l'escola                          | アラレちゃん学校へ                 | 15 d'abril de 1981     | 13 de gener de 1987        |
| 2  | 2  | Apa! Però si no tinc...!                     | アレッ!…がない                     | 15 d'abril de 1981     | 13 de gener de 1987        |
| 3  | 3  | La gran aventura del tobogan del temps       | タイムスリッパーで大冒険           | 22 d'abril de 1981     | 14 de gener de 1987        |
| 3  | 3  | Què sortirà de l'ou?                         | なんのタマゴ?!                     | 22 d'abril de 1981     | 14 de gener de 1987        |
| 4  | 4  | És un nen? És una nena?                      | おや?!男の子?女の子?               | 6 de maig de 1981      | 15 de gener de 1987        |
| 4  | 4  | La desaparició de Gatchan                    | お使いガッちゃん                   | 6 de maig de 1981      | 15 de gener de 1987        |
| 5  | 5  | El meu amic l'ós                             | クマさん友だち!!                   | 13 de maig de 1981     | 16 de gener de 1987        |
| 5  | 5  | Un nou invent! La pistola reductoampliadora  | 新発明!デカチビ光線銃              | 13 de maig de 1981     | 16 de gener de 1987        |
| 6  | 6  | Que ve la Sta. Yamabuki!                     | 先生がくるよ!                      | 20 de maig de 1981     | 19 de gener de 1987        |
| 6  | 6  | El segrest de l'Arale                        | アラレ誘かいされる!                | 20 de maig de 1981     | 19 de gener de 1987        |
| 7  | 7  | L'Arale a l'atac!                            | とつげきアラレちゃん               | 27 de maig de 1981     | 20 de gener de 1987        |
| 8  | 8  | La història d'en Dombe                       | ドンベ物語                         | 3 de juny de 1981      | 21 de gener de 1987        |
| 9  | 9  | La gran operació de les calcetes de maduixes | イチゴパンツ大作戦                 | 10 de juny de 1981     | 22 de gener de 1987        |
| 10 | 10 | SOS! La Terra corre perill!                  | あァ地球SOS!!                      | 17 de juny de 1981     | 13 de gener de 1987        |
| 11 | 11 | Els nens de la Vila del Pingüí               | テケテケチルドレン                 | 24 de juny de 1981     | 26 de gener de 1987        |
| 11 | 11 | Una policia amb molt de caràcter             | こわいこわい婦警さん               | 24 de juny de 1981     | 26 de gener de 1987        |
| 12 | 12 | La pistola transformadora                    | 変身ポンポコガン                   | 1 de juliol de 1981    | 27 de gener de 1987        |
| 12 | 12 | L'Arale pot volar!                           | アラレ空をとぶ                     | 1 de juliol de 1981    | 27 de gener de 1987        |
| 13 | 13 | La terrible bona minyona                     | 恐怖のよいこっコ                   | 8 de juliol de 1981    | 28 de gener de 1987        |
| 14 | 18 | L'heroi Superman                             | 英雄スッパマン                     | 15 de juliol de 1981   | 4 de febrer de 1987        |
| 15 | 15 | L'Arale va a comprar                         | おつかいアラレちゃん               | 22 de juliol de 1981   | 30 de gener de 1987        |
| 15 | 15 | Quina emoció! Un dia al zoo                  | わいわいワイルドランド             | 22 de juliol de 1981   | 30 de gener de 1987        |
| 16 | 16 | Rumb al futur!                               | あすに向って!                      | 29 de juliol de 1981   | 2 de febrer de 1987        |
| 16 | 16 | L'Arale és l'Akane?                          | アラレはあかね!?                   | 29 de juliol de 1981   | 2 de febrer de 1987        |
| 17 | 17 | La terrorífica nit dels monstres             | 恐怖のモンスターズナイト           | 5 d'agost de 1981      | 3 de febrer de 1987        |
| 18 | 14 | La màquina dels contes                       | おとぎマシーン                     | 12 d'agost de 1981     | 29 de gener de 1987        |
| 18 | 14 | L'assassí Bibilman                           | 殺しのびびるマン                   | 12 d'agost de 1981     | 29 de gener de 1987        |
| 19 | 19 | Un dia a la platja del passat                | アラレ大昔へ海水浴に               | 19 d'agost de 1981     | 5 de febrer de 1987        |
| 20 | 20 | La Kinoko s'escapa de casa                   | きのこちゃん家出                   | 26 d'agost de 1981     | 6 de febrer de 1987        |
| 21 | 21 | La gran aventura de la cita espacial         | 宇宙でデート大冒険                 | 9 de setembre de 1981  | 9 de febrer de 1987        |
| 22 | 22 | Aterratge al futur                           | おどろきセンちゃん                 | 16 de setembre de 1981 | 10 de febrer de 1987       |
| 23 | 23 | La cita hoyoyó de l'Arale                    | アラレのほよよデート               | 23 de setembre de 1981 | 11 de febrer de 1987       |
| 23 | 23 | Adéu a la força inhumana!                    | バイバイメッチャンコパワー         | 23 de setembre de 1981 | 11 de febrer de 1987       |
| 24 | 24 | La gran transformació de l'Arale             | アラレちゃん大変身!!               | 30 de setembre de 1981 | 13 de febrer de 1987       |
| 25 | 26 | El nou alumne que venia de la ciutat         | 都会島からの転校生                 | 14 d'octubre de 1981   | 17 de febrer de 1987       |
| 26 | 27 | Operació Arale                               | アラレ目大作戦!!                   | 21 d'octubre de 1981   | 10 de gener del 1990       |
| 27 | 28 | Dr. Slump, què bé, un nou amic               | ワーイ!新しいお友だち              | 28 d'octubre de 1981   | 11 de gener de 1990        |
| 28 | 29 | Adéu-siau Gatchan                            | さようなら ガッちゃん!!            | 4 de novembre de 1981  | 12 de gener de 1990        |
| 29 | 30 | Una colla de tres                            | かわゆい! ラブリーおっさんトリオ   | 11 de novembre de 1981 | 15 de gener de 1990        |
| 30 | 31 | El primer amor d'en Peasuke                  | ドキドキわくわく! はつこいピースケ | 18 de novembre de 1981 | 16 de gener de 1990        |
| 31 | 32 | L'Arale policia                              | アラレタッチャブル                 | 25 de novembre de 1981 | 17 de gener de 1990        |
| 32 | 33 | Somnis de bressol                            | アラレのララバイ・ドリーム         | 2 de desembre de 1981  | 18 de gener de 1990        |